# شهربند
شهربند، روستایی است از توابع بخش چمستان شهرستان نور در استان مازندران ایران

## جمعیت
این روستا در دهستان ناتل‌رستاق قرار دارد و براساس سرشماری مرکز آمار ایران در سال ۱۳۸۵، جمعیت آن ۶۱۴ نفر (۱۵۰خانوار) بوده‌است.